# Casandria xylinoides
Casandria xylinoides är en fjärilsart som beskrevs av William Schaus 1894. Casandria xylinoides ingår i släktet Casandria och familjen nattflyn. Inga underarter finns listade i Catalogue of Life.